# 281564 Fuhsiehhai
281564 Fuhsiehhai este o planetă minoră (asteroid) din centura de asteroizi. A fost descoperită pe 23 octombrie 2008 la Lulin Observatory⁠(d) de Hsiao Xiang-Yao⁠(d). 
Obiectul prezintă o orbită caracterizată de o semiaxă mare de 2,7050445950366 UAi, o excentricitate de 0,05, o înclinație de 7,4 ° în raport cu ecliptica.